# سردردهای تنشی
سردردهای تنشی (انگلیسی: Tension headache)، رایج‌ترین نوع سردرد اولیه است. این درد می‌تواند از قسمت تحتانی پشت سر، گردن، چشم‌ها یا سایر گروه‌های عضلانی بدن آغاز شود که به‌طور معمول در هر دو طرف سر تأثیر می‌گذارد. سردردهای تنشی نزدیک به ۹۰٪ از کل سردردها را تشکیل می‌دهند.
داروهای ضد درد، مانند آسپرین (استیل‌سالیسیلیک اسید) و ایبوپروفن، برای درمان سردرد تنشی مؤثر هستند. به نظر می‌رسد داروهای ضدافسردگی سه‌حلقه‌ای برای پیشگیری مفید هستند.
از سال ۲۰۱۶، سردرد تنشی در حدود ۱٫۸۹ میلیارد نفر را تحت‌تاثیر قرار داده است و در زنان نسبت به مردان (۲۳ درصد نسبت به ۱۸ درصد) رایج‌تر است.

## علائم و نشانه‌ها
براساس سومین ویرایش طبقه‌بندی بین‌المللی اختلالات سردرد، حملات درد باید دارای معیارهای زیر باشند:
- مدت زمان بین ۳۰ دقیقه تا ۷ روز
- حداقل دو ویژگی از چهار ویژگی زیر را داشته باشند:
  - دو طرفه بودن
  - کیفیت فشارنده یا تنگ شونده (و نه ضربانی)
  - شدت خفیف یا متوسط
  - با فعالیت‌های فیزیکی عادی مثل راه رفتن یا بالا رفتن از پله‌ها ایجاد نشده باشند.
- هر دو ویژگی زیر را داشته باشند:
  - تهوع و استفراغ وجود نداشته باشد.
  - از بین فتوفوبیا (ترس از نور) و فونوفوبیا (ترس از صدا) بیشتر از یک مورد وجود نداشته باشد.

## ریسک فاکتورها
عوامل مستعد کننده مختلفی می‌تواند سردردهای تنشی در افراد ایجاد کند:
- اضطراب
- استرس
- مشکلات خواب
- سن جوان
- بهداشت پایین

## مکانیسم
اگرچه عضلات سر و گردن و عوامل روان شناختی مانند استرس ممکن است در پاتوفیزیولوژی کلی سردرد تنشی نقش داشته باشند، اما در حال حاضر هیچ‌کدام از آن‌ها تنها عامل ایجاد سردرد تنشی نیستند. پایه پاتولوژی سردرد تنشی به احتمال زیاد ترکیبی از عوامل فردی، عوامل محیطی، و تغییر مسیر دردهای هردو سیستم حسی مرکزی و محیطی است.
مسیرهای درد محیطی سیگنال‌های درد را از بافت میوفاشیال (بافت محافظتی اطراف عضله) سر دریافت می‌کنند و تغییر در این مسیرها احتمالاً زمینه‌ساز دوره‌های سردرد تنشی می‌شود. علاوه بر این سیگنال‌های درد میوفاشیال، تندرنس عضلات سر، التهاب و ایسکمی عضلانی هم به عنوان علت‌های سردرد تنشی پیشنهاد شده است. با این حال مطالعات متعددی در پیدا کردن شواهد برای نقش ایسکمی یا التهاب عضلات در ایجاد بیماری شکست خوردند. تندرنس عضلات سر نیز به احتمال زیاد یک عامل تحریکی محیطی برای سردرد تنشی نیست، اما ممکن است یک چرخه درد مزمن ایجاد کند که در آن پاسخ درد محیطی در طول زمان به یک پاسخ درد مرکزی تبدیل شود. تغییر در مسیرهای درد محیطی در طول زمان سبب افزایش تحریک پذیری سیستم عصبی مرکزی می‌شود که در نهایت باعث تبدیل سردردهای تنشی دوره ای به سردردهای تنشی مزمن و دائمی می‌شود. به‌طور خاص این افزایش تحریک پذیری در نورون‌های نوسیسپتیو مرکزی (هسته عصب زوج پنجم مغزی، تالاموس و قشر مغز) رخ می‌دهد که در نهایت افزایش حساسیت مرکزی را (که به صورت آلودینیا و پردردی خود را نشان می‌دهد) ایجاد می‌کند. علاوه بر این در این حالت کاهش آستانه تحمل گرما و درد هم دیده می‌شود که فرضیه حساسیت مرکزی را تقویت می‌کند.

## تشخیص
در سردرد تنشی انتظار می‌رود معاینه فیزیکی نرمال باشد البته به استثنا تندرنس عضلات سر در لمس و وجود فتوفوبیا یا فنوفوبیا.

### تقسیم‌بندی
ICHD-3 آخرین تقسیم‌بندی سردرد هاست که توسط جامعه بین‌المللی سردرد ارائه شده است. براساس آن سردرد تنشی به دو گروه دوره ای یا اپیزودیک (ETTH) و دائمی یا مزمن (CTTH) تقسیم می‌شود. CTTH با حداقل ۱۵ روز سردرد در ماه به مدت حداقل ۳ ماه یا حداقل ۱۸۰ روز سردرد در سال تعریف شد. در ETTH سردرد کمتر از ۱۵ روز در ماه یا ۱۸۰ روز در سال رخ می‌دهد.

### تشخیص‌های افتراقی
تشخیص سردرد تنشی با شرح حال و معاینه داده می‌شود و نیازی به تست آزمایشگاهی یا رادیولوژی ندارد اما در صورتی که علائمی از احتمال وجود بیماری خطرناکتر دیده شود برای بیمار MRI با کنتراست درخواست می‌شود. علاوه بر این در افراد بالای ۵۰ سال باید غربالگری برای بیماری آرتریت گیجگاهی در نظر گرفته شود که این غربالگری با انجام آزمایش‌های خونی ESR و CRP انجام می‌شود.

## پیشگیری
اگر درد گردن وجود دارد طرز ایستادن یا نشستن خوب به جلوگیری از آن کمک می‌کند.
نوشیدن الکل احتمال و شدت سردرد را بیشتر می‌کند.
نوشیدن آب و جلوگیری از دهیدراتاسیون از سردرد تنشی جلوگیری می‌کند.
کسانی که درد پشت فک هنگام باز کردن دهان دارند ممکن است دچار سردرد شوند در این موارد درمان توسط دندانپزشک می‌تواند از سردرد جلوگیری کند.
مدیریت استرس و آرامش معمولاً می‌تواند احتمال سردرد را کاهش دهد.
تکنیک‌های بیوفیبدبک ممکن است بتواند مؤثر باشد.

## درمان
درمان یک حمله سردرد نوشیدن آب و جلوگیری از دهیدراتاسیون است. اگر علائم یک ساعت پس از نوشیدن آب تسکین نیافت می‌توان از تکنیک‌های مدیریت استرس استفاده کرد.

### ورزش
مطالعات از انجام تمرینات ورزشی ساده گردن و شانه در درمان سردرد تنشی حمایت می‌کنند. این تمرینات شامل تمرین‌های کششی، مقاومتی و دامنه حرکتی است.

### دارو درمانی

#### سردرد تنشی اپیزودیک (ETTH)
داروهای بدون نسخه مثل استامینوفن یا داروهای ضد التهاب غیراستروئیدی (مثل آسپرین، ایبوبروفن، ناپروکسن و…) برای حملات حاد سردرد مؤثر هستند ولی باید حداکثر چند بار در یک هفته مصرف شوند. وگرنه ممکن است بیمار دچار سردرد ناشی از مصرف بیش از حد دارو شود.

#### سردرد تنشی مزمن (CTTH)
کسانی که حداقل ۱۵ سردرد در ماه دارند می‌توانند دارو درمانی برای پیشگیری از سردرد دریافت کنند. خط اول درمان داروی آمی تریپتیلین (از گروه ضدافسردگی‌های سه حلقه‌ای) است و داروهای میرتازاپین و ونلافاکسین در خط دوم درمان قرار دارند. ضد افسردگی‌های سه حلقه ای در پیشگیری موثرند اما عوارض بیشتری از سایر داروهای ضد افسردگی دارند. شواهد کافی برای مؤثر بودن داروهای SSRI، پروپرانولول و شل کننده‌های عضلانی وجود ندارد.